# Josep Muntañola
Josep Muntañola Thornberg (6 de junio de 1940). Arquitecto, teórico de la arquitectura, catedrático de la Universidad Politécnica de Cataluña.

## Biografía
Arquitecto (1963) y doctor (1968) por la Escuela de Arquitectura de Barcelona, de la que fue director entre 1980 y 1984, y, además, director del Departamento de Proyectos Arquitectónicos (1985-1992). Ha sido presidente de la International Association of Anthropology of Space (1988), presidente de la International Association of Semiotics of Space (2000-2006) y de la Action Cost C2 de la Comisión Europea (1988-1999). Es miembro de la Real Academia de Bellas Artes de Sant Jordi desde el año 2003.
Ha sido profesor invitado en la Universidad de California, Berkeley (1970-1973 y 1984-1988). Actualmente es académico y editor de la revista Arquitectonics: Mind, Land, Society y profesor en Plataforma Formación.

## Publicaciones
Su obra publicada es amplia. Sus contribuciones a la teoría arquitectónica incluyen la teoría de la génesis del lugar (topogénesis), así como las investigaciones sobre el desarrollo en los niños de capacidades arquitectónicas. Existen traducciones de sus libros en varias lenguas.

### Libros
- La arquitectura como lugar (1974) (1996)
- Topogénesis dos (1978)
- Topos y logos (1978)
- Topogénesis uno (1979)
- La arquitectura de los 70 (1980)
- Didáctica medioambiental: fundamentos y posibilidades (1980)
- Topogénesis tres (1980)
- Actividades didácticas para los 8-12 años de edad (1981)
- Poética y arquitectura (1981)
- El niño y la arquitectura (1984)
- El niño y el medio ambiente: orientaciones para los niños de 7 a 10 años de edad (1984)
- Adolescencia y arquitectura: actividades didácticas sobre el medio ambiente para los 12-17 años de edad (1984)
- Comprender la arquitectura (1985)
- 'Descubrir el medio urbano: Barcelona mostrada a los niños (1987)
- Barcelona – New York (1987)
- Traces del urbanisme català a Californa en el segle XVIII (1988)
- Arquitectura española de los años 80 (1990)
- Retórica y arquitectura (1990)
- Barcelona: l’opinió del infants (1992)
- L’arquitectura com a patrimoni cultural a Catalunya i a Europa (1995)
- La topogénèse (1996)
- L’arquitectura de les presons: pautes de disseny II (1997)
- Places velles i noves de Barcelona: pautes de disseny III (1998)
- Topogénesis: fundamentos de una nueva arquitectura (2000)
- Antología de textos de Josep Muntañola Thornberg (2000)
- Arquitectura, (modernidad) y conocimiento (2002)
- Arquitectura 2000 (2004)
- Las formas del tiempo (2007)

### Artículos recientes (revistas)
- "Arquitectura, educación y dialogía social", Revista Española de Pedagogía, No. 228, Madrid, mayo-agosto de 2004.

- "Arquitectura y dialogía", Arquitectonics: Arquitectura y dialogía, No. 13, Muntañola, J. (Ed.), Barcelona: Edicions UPC, 2006.

- "Towards a Dialogic Approach to Contemporary Architecture", Arquitectonics: Arquitectura y dialogía, No. 13, Barcelona: Edicions UPC, 2006.

## Reconocimientos
- Doctorado honorífico por la Universidad Lusíada de Lisboa (2005)